# Daniel Reyes (piłkarz)
Daniel Salvador „Pollo” Reyes Avellán (ur. 21 lipca 1990 w Diriambie) – nikaraguański piłkarz występujący na pozycji cofniętego napastnika, reprezentant Nikaragui.

## Kariera klubowa
Reyes pochodzi z miasta Diriamba jest wychowankiem tamtejszego zespołu Diriangén FC, jednego z najbardziej utytułowanych w Nikaragui. Jeszcze w wieku juniorskim został zawodnikiem EC Tigres do Brasil z siedzibą w Rio de Janeiro. Do seniorskiej drużyny, grającej w jednej z niższych lig brazylijskich, został włączony po kilku latach gry w zespołach młodzieżowych. W styczniu 2012 przeszedł do peruwiańskiego klubu Sport Boys.

## Kariera reprezentacyjna
W 2010 Reyes znalazł się w składzie reprezentacji Nikaragui U-23 na Igrzyska Ameryki Środkowej i Karaibów. Wystąpił wówczas w czterech meczach rundy kwalifikacyjnej i zdobył bramkę w przegranej 1:6 konfrontacji z Kostaryką. Właściwy turniej piłkarski nie odbył się jednak z powodu sprzeciwu CONCACAF. W 2011 roku Reyes wystąpił w dwóch spotkaniach kadry olimpijskiej w ramach wstępnych kwalifikacji do Igrzysk Olimpijskich w Londynie. Jego drużyna po komplecie porażek odpadła wówczas już w pierwszej rundzie, zajmując ostatnie miejsce w grupie.
W 2009 roku Reyes został powołany przez selekcjonera Ramóna Otoniela Olivasa na Złoty Puchar CONCACAF, gdzie jego drużyna nie zdołała wyjść z grupy, natomiast on sam nie rozegrał wówczas ani jednego spotkania. W seniorskiej reprezentacji Nikaragui zadebiutował dopiero 2 września 2011 w wygranym 2:0 spotkaniu z Dominiką w ramach eliminacji do Mistrzostw Świata 2014. W tych samych rozgrywkach zdobył także premierowego gola w kadrze narodowej – 11 października 2011 w przegranej 1:5 konfrontacji z Panamą. Jego drużyna nie zdołała się jednak zakwalifikować na mundial.